# 哥倫比亞鎮區 (愛荷華州泰馬縣)
哥倫比亞鎮區（英語：Columbia Township）是位於美國愛荷華州泰馬縣的一個行政鎮區。

## 地方資料
根據2010年美國人口普查的數據，哥倫比亞鎮區的面積為93.37平方千米，當中陸地面積為93.32平方千米，而水域面積為0.05平方千米。當地共有人口366人，而人口密度為每平方千米3.92人。